# (10268) 1979 HW6
1979 إتش دابليو 6 (ويعرف أيضًا باسم (10268) 1979 إتش دابليو 6 وفق تسمية الكوكب الصغير) (بالإنجليزية: 1979 HW6)‏ هو كويكب ضمن حزام الكويكبات؛ وترتيبه 10268 من حيث الاكتشاف.
اكتُشف هذا الجُرم الفلكي بواسطة Perth Observatory ‏ في 26 أبريل 1979.

## وصلات خارجية
- (10268) 1979 HW6 في قاعدة بيانات مختبر الدفع النفاث لأجرام النظام الشمسي الصغيرة

- الاكتشاف · مخطط المدار ·  العناصر المدارية · المعلمات المادية

- (10268) 1979 HW6 على موقع ويكي سكاي: DSS2, SDSS, GALEX, IRAS, Hydrogen α, X-Ray, Astrophoto, Sky Map, Articles and images